# Réserve naturelle nationale de la frayère d'Alose
La réserve naturelle nationale de la frayère d'Alose (RNN52) est une réserve naturelle nationale du département de Lot-et-Garonne. Créée en 1981, elle occupe une superficie de 48 ha sur le cours de la Garonne et vise à protéger trois sites de ponte privilégiés de la Grande alose.

## Localisation

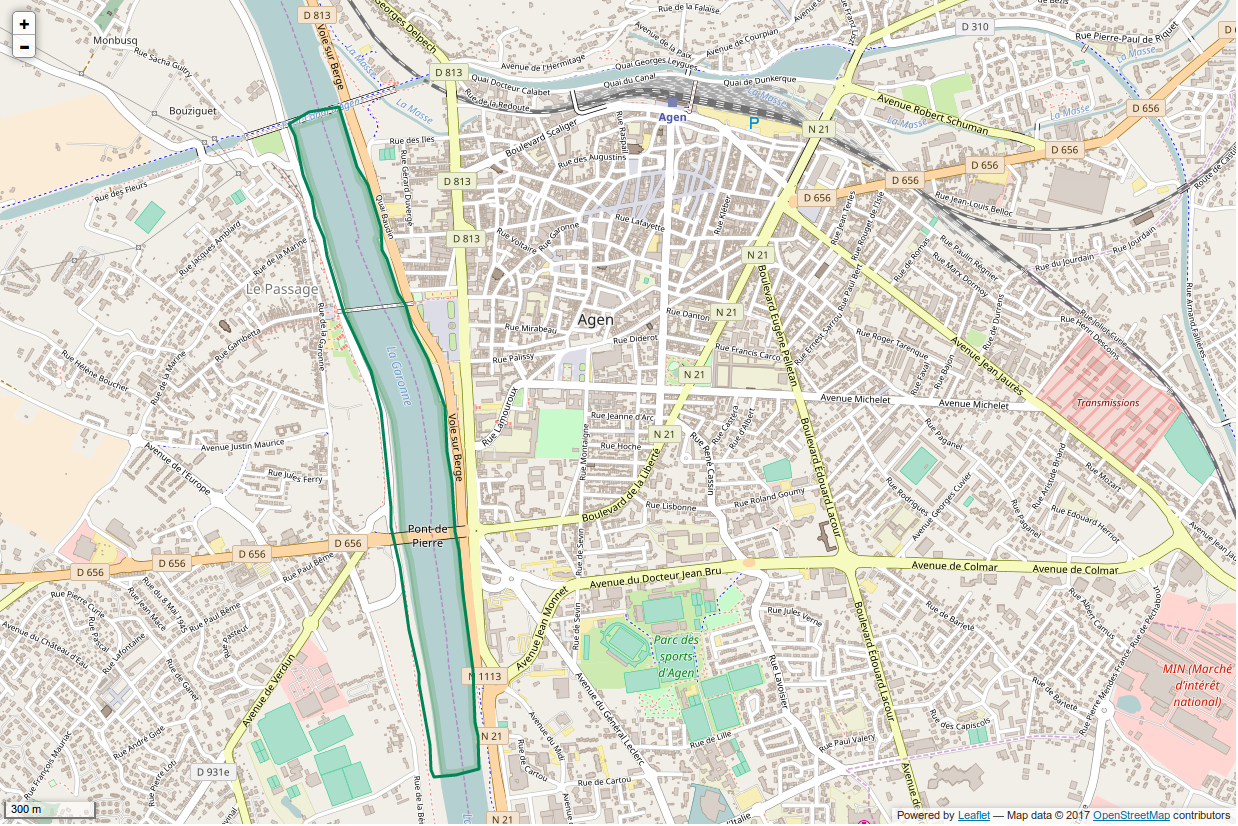
Périmètre de la réserve naturelle.

Située dans le département de Lot-et-Garonne, sur les communes d'Agen et du Passage, la réserve naturelle protège 2,31 km du cours de la Garonne, depuis 800 mètres en amont du pont de Pierre et jusqu'à l'amont du pont-canal d'Agen.

## Histoire du site et de la réserve
La Grande alose (Alosa alosa) est un poisson migrateur anadrome dont les populations étaient autrefois abondantes mais qui semble avoir du mal à reconstituer ses effectifs. La France est le seul pays qui en abrite encore des populations significatives, mais néanmoins en régression. C'est dans le but de protéger les zones de frai de ce poisson que le site a été constitué en réserve naturelle nationale en 1981.

## Écologie (Biodiversité, intérêt écopaysager…)

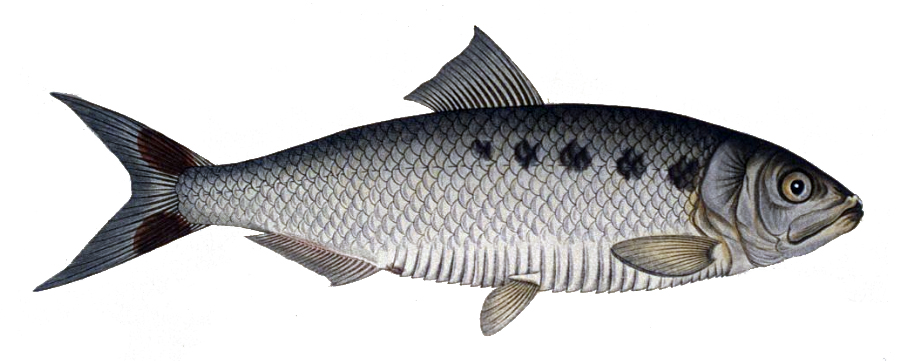
Grande alose.

La section de la Garonne mise en protection constituait dans les années 1980 un des derniers refuges français pour la reproduction de la Grande alose. Ce site est également important pour le suivi spécifique de l'espèce dans la Garonne et notamment dans le système Agen-Golfech-Lamagistère.
Sa fonctionnalité est en grande partie liée à la variété des fonds et des courants existants dans cette partie du cours du fleuve. Sa protection a permis depuis une recolonisation de la Garonne en amont d’Agen, vers la centrale nucléaire de Golfech. Cette réserve naturelle présente également un intérêt pour le suivi de tous les grands poissons migrateurs.
Le périmètre de la réserve est identique à celui de la zone naturelle d'intérêt écologique, faunistique et floristique (ZNIEFF) de type 1 « frayère d'Alose d'Agen ».
Un kilomètre plus en amont, en limite de Boé et du Passage, se situe sur environ quatre hectares le site potentiel de reproduction de l'Esturgeon d'Europe de la Garonne le plus en amont de la ZNIEFF de type 1 « frayères à Esturgeons de la Garonne »,. Cette ZNIEFF est morcelée en quatorze sites, celui le plus en aval étant partagé entre les territoires de Barsac et de Loupiac.

### Faune
La gestion de la réserve naturelle est principalement orientée vers la préservation de la Grande alose, considérée comme espèce déterminante. Néanmoins, vingt autres espèces de poissons ont également été recensées en 1998 sur ce secteur du fleuve : l'Ablette (Alburnus alburnus), l'Achigan à grande bouche (Micropterus salmoides), le Barbeau commun (Barbus barbus), la Brème commune (Abramis brama), le Carassin commun (Carassius carassius), la Carpe commune (Cyprinus carpio), le Chevesne (Squalius cephalus), le Flet commun (Platichthys flesus), le Gardon (Rutilus rutilus), le Goujon (Gobio gobio), le Grand brochet (Esox lucius), la Grémille (Gymnocephalus cernuus), le Mulet lippu (Chelon labrosus), la Perche commune (Perca fluviatilis), la Perche-soleil (Lepomis gibbosus), le Rotengle (Scardinius erythrophthalmus), le Sandre (Sander lucioperca), le Silure glane (Silurus glanis), la Tanche (Tinca tinca), la Truite commune (Salmo trutta).
L'avifaune classique des bords de fleuves et rivières se rencontre également sur le site où onze espèces ont été répertoriées en 2008 : l'Aigrette garzette (Egretta garzetta), la Bergeronnette des ruisseaux (Motacilla cinerea), le Canard colvert (Anas platyrhynchos), la Chouette hulotte (Strix aluco), la Gallinule poule-d'eau (Gallinula chloropus), le Goéland pontique (Larus cachinnans), le Héron cendré (Ardea cinerea), le Pic épeiche (Dendrocopos major), le Pinson des arbres (Fringilla coelebs), le Râle d'eau (Rallus aquaticus), la Sittelle torchepot (Sitta europaea).

## Administration, plan de gestion, règlement
La réserve naturelle est gérée par l'Association Gestion Frayère d'Alose.
Dans le cadre de la mise en œuvre de la gestion de la réserve, le suivi des aloses a mis en évidence ces dernières années[évasif] une chute très importante des effectifs de cette espèce. Des réflexions sont actuellement[Quand ?] en cours pour adapter le périmètre en fonction des nouveaux enjeux des poissons migrateurs (frayères à esturgeons, à lamproies ou à aloses).

### Outils et statut juridique
La réserve naturelle a été créée par un décret du 13 mai 1981 qui a été modifié par un nouveau décret le 26 août 1986.
Les limites latérales sont celles de la Garonne mais excluent les berges et la ripisylve. Les limites longitudinales comprennent les zones à frayères comprises entre les points kilométriques 18,270 et 20,580 (pont-canal d'Agen).

## Galerie de photos

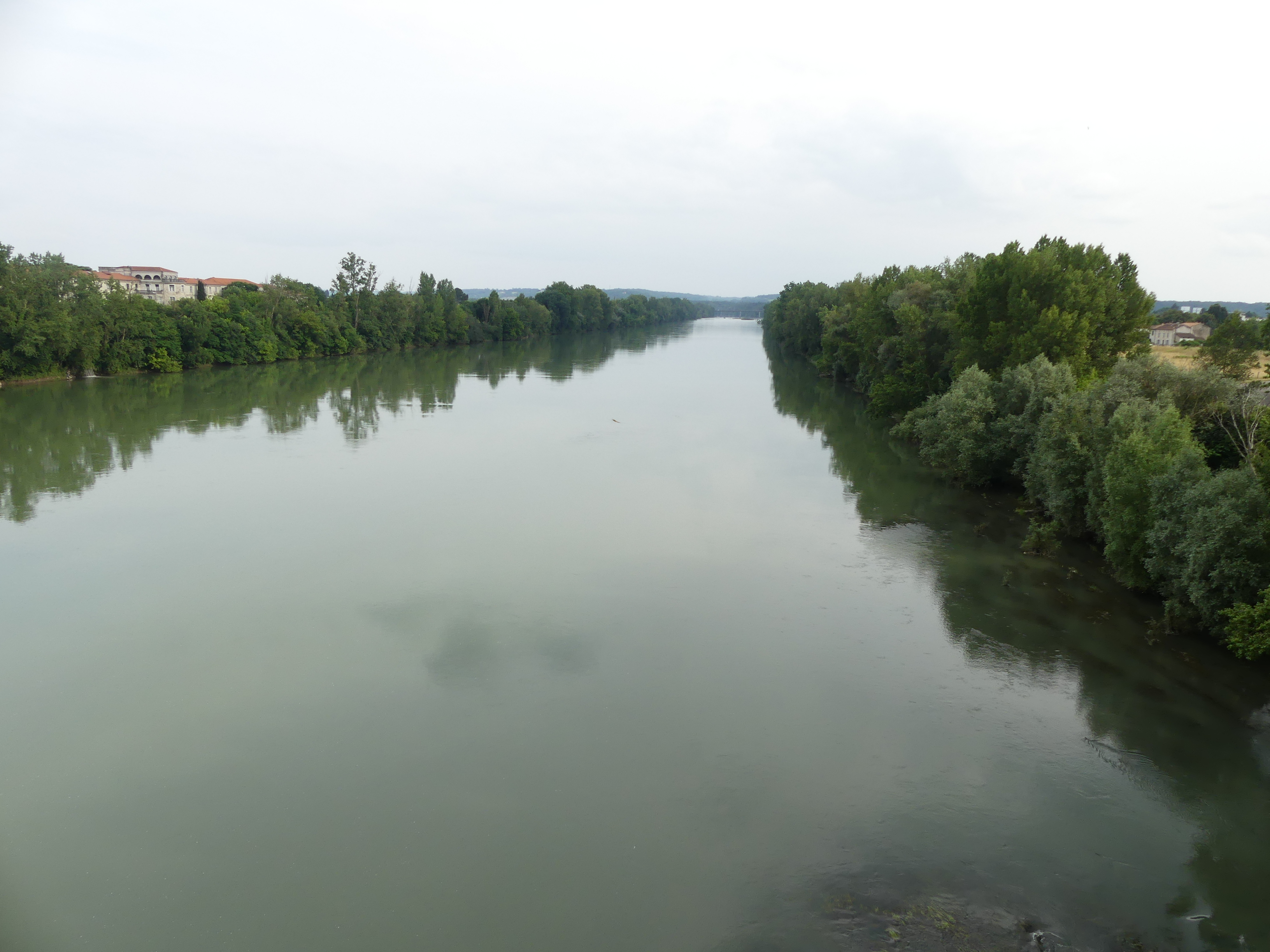
Vue prise vers l'amont depuis le pont de Pierre. Les 800 mètres en amont de ce pont font partie de la réserve.
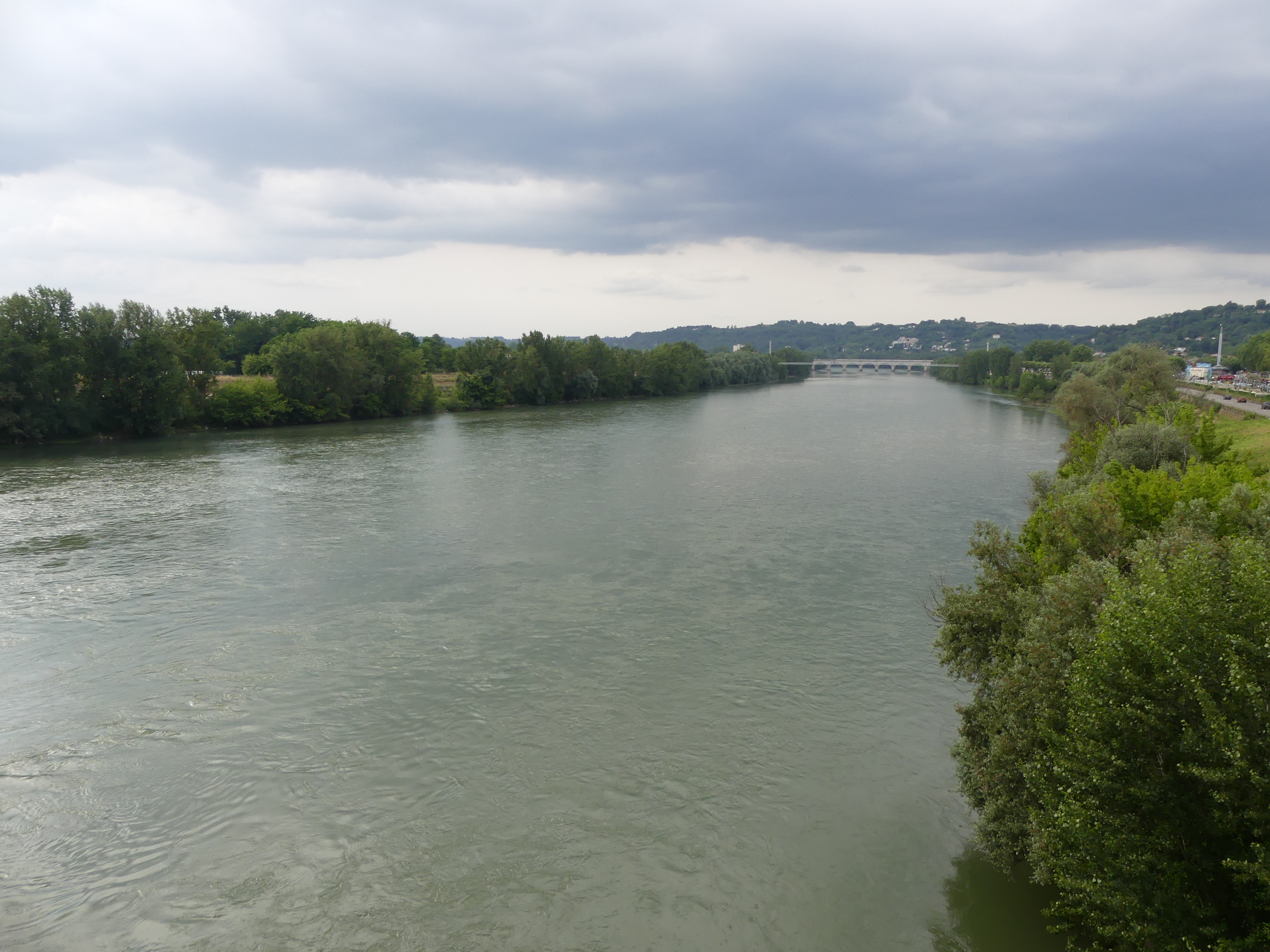
Vue prise vers l'aval depuis le pont de Pierre. Toute la zone jusqu'au pont-canal au fond fait partie de la réserve.
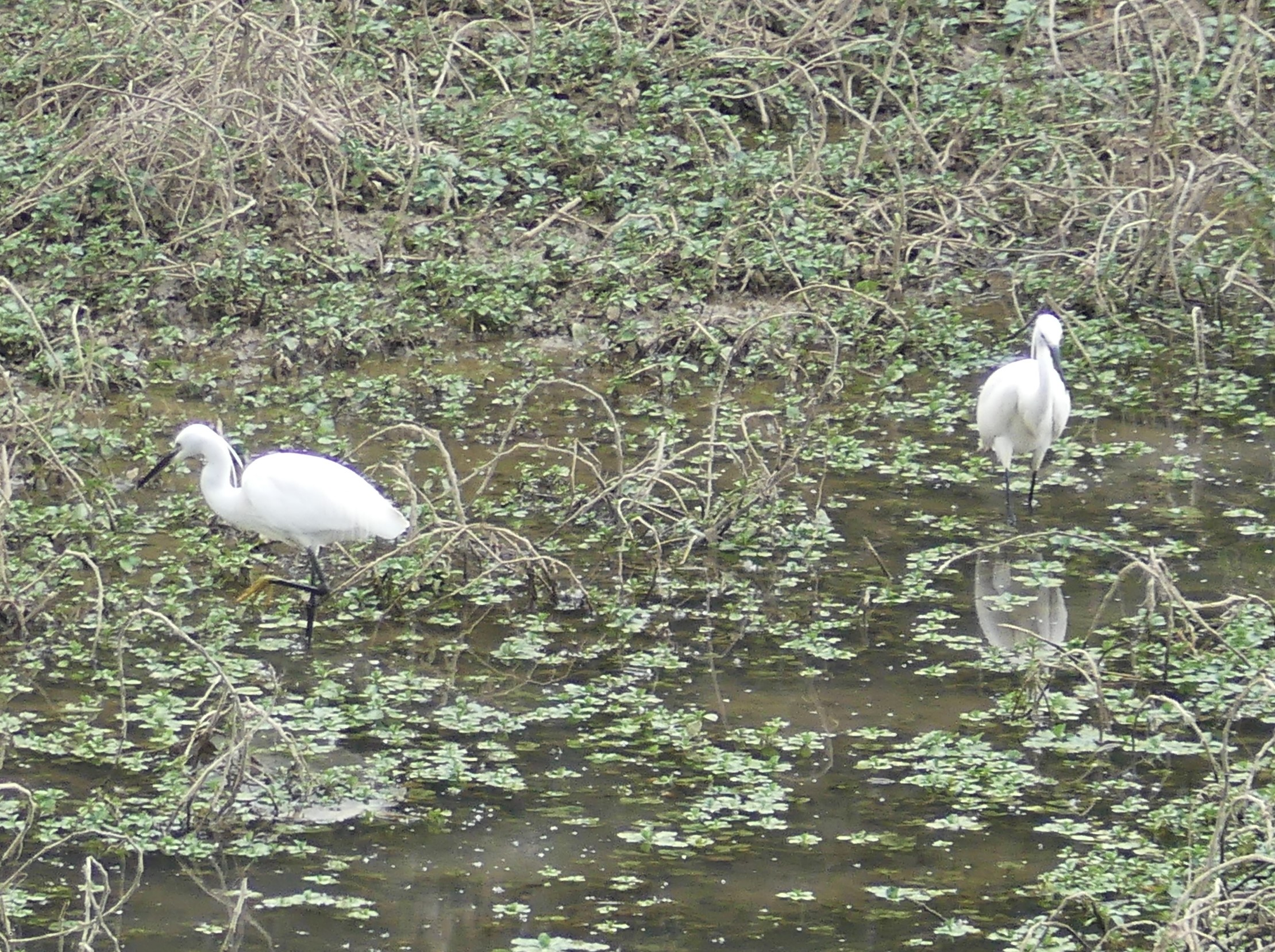
Deux Aigrettes garzettes en contrebas de la passerelle.
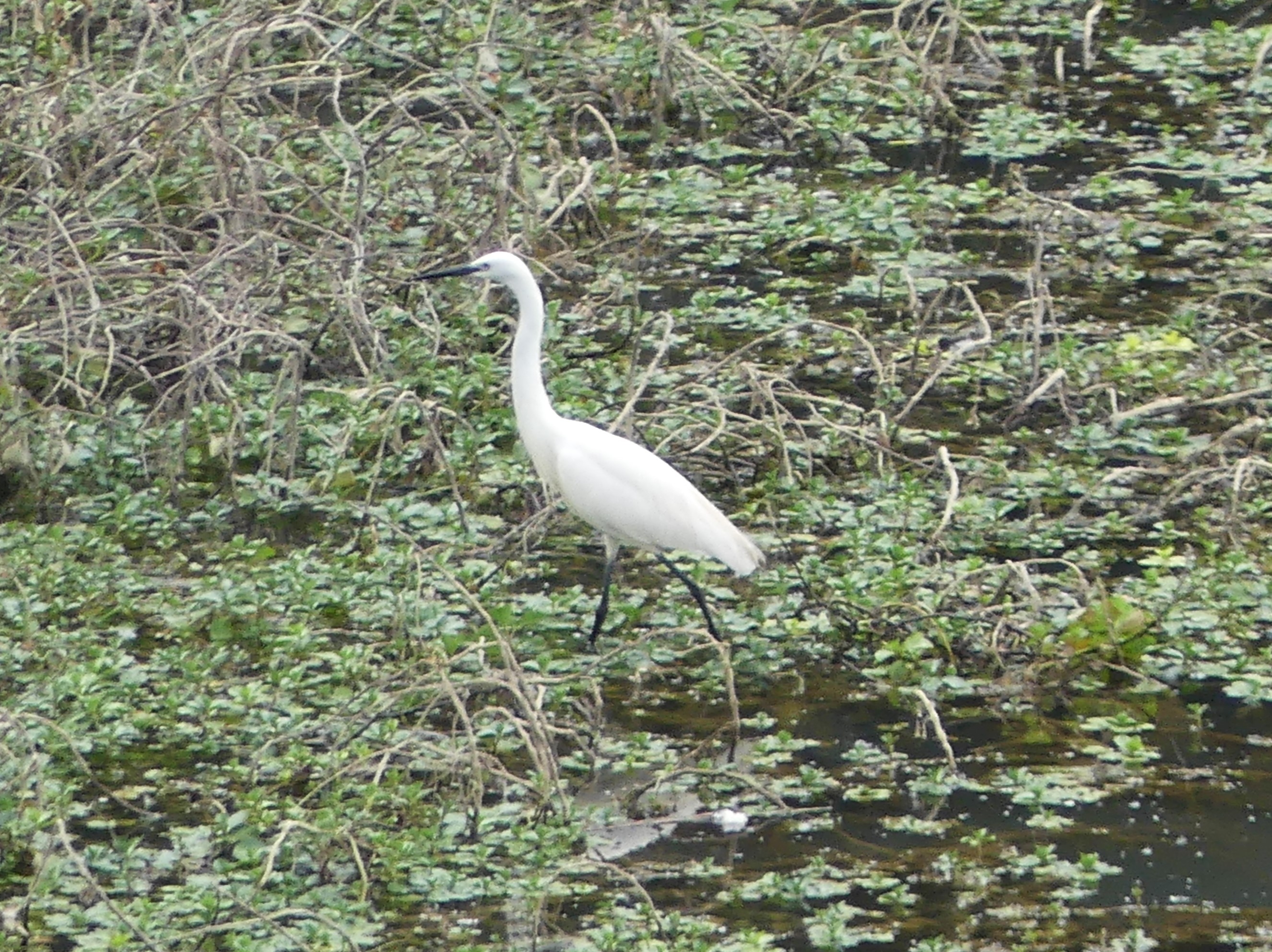
Une Aigrette garzette sur le même site.